# Malaville
Malaville är en kommun i departementet Charente i regionen Nouvelle-Aquitaine i västra Frankrike. Kommunen ligger  i kantonen Châteauneuf-sur-Charente som ligger i arrondissementet Cognac. År 2018 hade Malaville 411 invånare.

## Befolkningsutveckling
Antalet invånare i kommunen Malaville
Referens:INSEE